# Seznam novozelandskih filmskih režiserjev
Seznam novozelandskih filmskih režiserjev.

## A
- Andrew Adamson

## C
- Martin Campbell
- Jane Campion

## D
- Roger Donaldson

## J
- Peter Jackson

## M
- Ian Mune
- Geoff Murphy

## N
- Andrew Niccol

## W
- Taika Waititi